# H. W. Blood-Ryan
H. W. Blood-Ryan (* vor 1910; † nach 1943) war ein britischer Journalist.

## Leben und Wirken
Anfang der 1930er Jahre betätigte Blood-Ryan sich als Herausgeber der Zeitschrift Chemical News. In seiner Eigenschaft als Herausgeber führte er die akademischen Grade M.A., DS.C, LL.D., Ph.D. Ferner führte er die Titel eines Vizepräsidenten und Honorarkonsuls der Europasektion der Muslimischen Vereinigung für den Fortschritt der Wissenschaften, eines Patrons und Fellows der British Radio Institution, des Chairmans des National Institute of Criminology sowie des Forschungsdirektors des Colleges of Pestology. Laut Viewegs Geschichte der Chemie waren all diese Titel und Grade jedoch „nachweislich gefälscht“. Des Weiteren gründete er die Fakultät für Internationale Wissenschaft der University of London am Gordon Square. Blood-Ryans Aktivitäten führten dazu, dass die Zeitschrift Nature ihn im Oktober 1932 öffentlich an den Pranger stellte. In der Folge mussten die Chemical News – bedingt durch die Skandale um ihren Herausgeber und infolge ihres finanziellen Konkurses, für den Blood-Ryan ebenfalls verantwortlich gemacht wurde, einstellen. Sie wurde am 25. Oktober 1932 offiziell liquidiert.
Blood-Ryan war um 1933 einige Jahre lang für eine englische Firma in Deutschland und einigen benachbarten Ländern tätig. Ausweislich der Tagebücher von Joseph Goebbels hatte er zu dieser Zeit Verbindungen zur NSDAP oder zum Reichspropagandaministerium, für das er einen publizistischen Auftrag annahm.
Während des Zweiten Weltkriegs veröffentlichte Blood-Ryan im Rahmen der publizistischen Kriegsführung der Alliierten eine Reihe von propagandistischen Schriften gegen den NS-Staat und seine führenden Protagonisten. Insbesondere in seinem Buch von 1942, aber in weniger prononcierter Form auch in seinen anderen Büchern, vertrat er die These einer „großen deutschen Verschwörung“ gegen den Frieden. Das Gros seiner Kriegsschriften stellen kritische bis diffamierende Biografien deutscher Politiker wie Franz von Papen dar.
Von Blood-Ryans Kriegsschriften ist seine 1938 erschienene Biografie Hermann Görings zu unterscheiden, in der im Gegensatz zu seiner Verschwörungsthese der Kriegsjahre noch die Möglichkeit eines honourable understanding zwischen Großbritannien und dem Deutschen Reich für erreichbar hielt.

## Schriften
- Göring, the Iron Man of Germany, London 1938.
- The Political Testament of Hermann Göring. A Selection of Important Speeches and Articles Arranged and Selected by H. W. Blood-Ryan, London 1939.
- Franz von Papen. His Life and Times London 1939.
- The Great German Conspiracy, London 1943.